# تورستن يوهانسون
تورستن يوهانسون (17 يناير 1906 نورشوبينغ السويد - 8 يناير 1989 نورشوبينغ السويد) هو لاعب كرة قدم سويدي سابق كان يلعب كلاعب وسط، شارك في الألعاب الأولمبية الصيفية 1936.

## وصلات خارجية
- تورستن يوهانسون على موقع اتحاد السويد (السويدية)
- تورستن يوهانسون على موقع قاعدة بيانات كرة القدم.إي يو (الإنجليزية)
- تورستن يوهانسون على موقع ناشيونال فوتبول تيمز (الإنجليزية)
- تورستن يوهانسون على موقع عالم كرة القدم.نت (الإنجليزية)
- تورستن يوهانسون على موقع أوليمبيديا (الإنجليزية)
- تورستن يوهانسون على موقع اللجنة الأولمبية السويدية (السويدية)